# 3880-as busz
A 3880-as jelzésű autóbuszvonal egy Sárospatak és Cigánd között közlekedő helyközi járat, amelyet a Volánbusz Zrt. üzemeltet Tiszakarád érintésével.

## Útvonala
Sárospatak vasútállomásról indul. A Bodrog folyót keresztezve hagyja el a várost Tiszacsermely felé. A 3814-es mellékúton halad, a vonal 8. kilométerénél Páterhomok kültelepülést keresi fel, negyed órán belül a tiszakarádi elágazáshoz érkezik. A Tisza-part menti községet majdnem minden alkalommal érinti. Ezt követi Nagyhomok, az imént említett falu településrésze, majd a szomszédos Tiszacsermely. Indulásától számított 24. megálló már Cigánd város területén található, indításai a helyi autóbusz fordulóig közlekednek.
Ellentétes irányban útvonala változatlan.

## Közlekedése
Indításszáma átlagos, viszont a környéket számos másik vonal kiszolgálja (nagy arányban Révleányvár végállomásúak). Általában szóló autóbuszok közlekednek a 47 kilométeren. Vasúti (Szerencs/Miskolc/Budapest felé/felől) és autóbuszi (Sátoraljaújhely felé/felől) csatlakozás van biztosítva Sárospatakon a legtöbb esetben.
| Útvonal                                    | Indításszám     | Közlekedési rend                  |
| ------------------------------------------ | --------------- | --------------------------------- |
| Sárospatak, vá. – Tiszakarád, Dózsa tér    | 3 oda, 2 vissza | tanévben hétfő-csütörtök          |
| Sárospatak, vá. – Tiszakarád, Dózsa tér    | 3 pár           | tanévben péntek                   |
| Sárospatak, vá. – Tiszakarád, Dózsa tér    | 2 pár           | tanszünetben hétfő-csütörtök      |
| Sárospatak, vá. – Tiszakarád, Dózsa tér    | 3 pár           | tanszünetben péntek               |
| Sárospatak, vá. – Tiszakarád, Dózsa tér    | 1 oda           | munkaszüneti napokon              |
| Sárospatak, vá. – Tiszakarád, Dózsa tér    | 2 pár           | tanszünetben munkaszüneti napokon |
| Sárospatak, vá. – Cigánd, aut. ford.       | 2 pár           | munkanapokon                      |
| Sárospatak, vá. – Cigánd, aut. ford.       | 1 pár           | szabadnapokon                     |
| Sárospatak, vá. – Cigánd, aut. ford.       | 1 vissza        | munkaszüneti napokon              |
| Sárospatak, vá. – Cigánd, aut. ford.       | 1 oda, 2 vissza | tanévben vasárnap                 |
| Tiszakarád, Dózsa tér ➝ Cigánd, aut. ford. | 1 oda           | tanítási napokon                  |
| Tiszakarád, Dózsa tér ➝ Cigánd, aut. ford. | 1 oda           | munkaszüneti napokon              |
| Halászhomok, aut. vt. ➝ Sárospatak, vá.    | 1 oda           | tanítási napokon                  |

## Megállóhelyei
| 0                                                                            | Sárospatak, vasútállomás végállomás                  | 0.0 km  | 1449 3729, 3869, 3870, 3871, 3872, 3873, 3875, 3878, 3879, 3881, 3882, 3883, 3884, 3885, 3886, 3888, 3889, 3930 Füzér InterCity, Zemplén InterCity, személyvonat – Sárospatak [80.] |
| 1                                                                            | Sárospatak, Bodrog Áruház                            | 0.9 km  | 1449 3729, 3869, 3872, 3873, 3875, 3878, 3879, 3881, 3882, 3883, 3884, 3885, 3886, 3888, 3889, 3923                                                                                 |
| 2                                                                            | Sárospatak, téglagyár                                | 2.6 km  | 3872, 3873, 3875, 3878, 3879, 3888, 3923 |
| 3                                                                            | Halászhomoki elágazás                                | 4.7 km  | 3872, 3873, 3875, 3878, 3879, 3888, 3923 |
| Tanítási napokon 1 indítás van innen.                                        |                                                      |         | |
| ∫                                                                            | Halászhomok, autóbusz-váróterem vonalközi végállomás | ∫       | 3872, 3873, 3875 |
| 4                                                                            | Páterhomok, vegyesbolt                               | 7.9 km  | 3878, 3879, 3888, 3923 |
| 5                                                                            | Sirálytanya                                          | 9.2 km  | 3878, 3879, 3888, 3923 |
| 6                                                                            | Dorkótanyai elágazás                                 | 12.1 km | 3878, 3879, 3888, 3923 |
| 7                                                                            | Tiszakarádi elágazás                                 | 16.2 km | 3878, 3879, 3888, 3920, 3923 |
| Pénteken 2; tanévben hétfő előtti munkaszüneti napokon 1 indítás nem érinti. |                                                      |         | |
| 8                                                                            | Kishomok, termelőszövetkezet major                   | 17.6 km | 3879, 3888, 3920, 3923 |
| 9                                                                            | Tiszakarád, malom                                    | 20.2 km | 3879, 3888, 3920, 3923 |
| 10                                                                           | Tiszakarád, Rákóczi utca 71.                         | 20.8 km | 3879, 3888, 3920, 3923 |
| 11                                                                           | Tiszakarád, Budai Nagy Antal utca 5.                 | 22.3 km | 3879, 3888, 3920, 3923 |
| 12                                                                           | Tiszakarád, Dózsa tér vonalközi végállomás           | 23.4 km | 3879, 3888, 3920, 3923 |
| 13                                                                           | Tiszakarád, Budai Nagy Antal utca 5.                 | 24.5 km | 3879, 3888, 3920, 3923 |
| 14                                                                           | Tiszakarád, Rákóczi utca 71.                         | 26.0 km | 3879, 3888, 3920, 3923 |
| 15                                                                           | Tiszakarád, malom                                    | 26.6 km | 3879, 3888, 3920, 3923 |
| 16                                                                           | Kishomok, termelőszövetkezet major                   | 29.2 km | 3879, 3888, 3920, 3923 |
| 17                                                                           | Tiszakarádi elágazás                                 | 30.6 km | 3878, 3879, 3888, 3920, 3923 |
| 18                                                                           | Nagyhomok, autóbusz-váróterem                        | 30.9 km | 3878, 3879, 3888, 3923 |
| 19                                                                           | Tiszacsermely, Kossuth utca 8.                       | 36.4 km | 3878, 3879, 3888, 3923 |
| 20                                                                           | Tiszacsermely, autóbusz-váróterem                    | 37.4 km | 3878, 3879, 3888, 3923 |
| 21                                                                           | Tiszacsermely, Arany János utca 10.                  | 38.8 km | 3878, 3879, 3888, 3923 |
| 22                                                                           | Határszél                                            | 39.4 km | 3878, 3879, 3888, 3923 |
| 23                                                                           | Erzsébettanya bejárati út                            | 41.6 km | 3878, 3879, 3888, 3923 |
| 24                                                                           | Cigánd, Felszabadulás utca                           | 43.6 km | 3878, 3879, 3888, 3923 |
| 25                                                                           | Cigánd, Árpád utca                                   | 44.4 km | 3878, 3879, 3888, 3923 |
| 26                                                                           | Cigánd, szabadidőközpont                             | 45.2 km | 3877, 3878, 3879, 3887, 3888, 3920, 3923, 3925 |
| 27                                                                           | Cigánd, Hősök tere                                   | 46.0 km | 3877, 3878, 3879, 3887, 3888, 3920, 3925 |
| 28                                                                           | Cigánd, autóbusz-forduló végállomás                  | 46.7 km | 3877, 3878, 3879, 3887, 3888, 3920, 3925 |